# Robert Kubica
Robert Józef Kubica (pronunciación en polaco: /ˈrɔbɛrt kuˈbit͡sa/ (escucharⓘ); Cracovia, Polonia, 7 de diciembre de 1984) es un piloto de automovilismo polaco. Es el primer polaco en Fórmula 1, así como el primer piloto de su país en ganar una carrera en dicha categoría, el Gran Premio de Canadá de 2008, y el primer polaco en ganar las 24 Horas de Le Mans. En 2011, tras cuatro temporadas y parte de otra, sufrió un accidente en una prueba de rally que lo apartó de los circuitos desde entonces, regresando a la categoría en 2019, año en el que compitió para Williams, y de 2020 hasta 2022 fue piloto probador de la escudería Alfa Romeo. En 2013 debutó en el Campeonato de Europa de Rally y en el Campeonato Mundial de Rally, en este último participando en la categoría WRC 2, donde logró el título.
Kubica, Carlos Reutemann y Kimi Räikkönen son los únicos pilotos de Fórmula 1 que han conseguido sumar puntos en el Campeonato del Mundo de Rally.
En resistencia ha resultado campeón de la European Le Mans Series en 2021 y del Campeonato Mundial de Resistencia de la FIA (WEC) en 2023, en la clase LMP2. Desde 2024 es piloto de AF Corse en la clase Hypercar del WEC, donde ganó las 24 Horas de Le Mans 2025 con el Ferrari 499P #83.

## Carrera deportiva

### Inicios

#### Karting
Kubica empezó a sentirse atraído por la competición de motor cuando vio por primera vez un vehículo de competiciones off-road. Su padre le compró el coche y Robert empezó a conducirlo en pequeños circuitos señalizados con botellas de plástico. Cuando creció, sintió que necesitaba un vehículo más potente, de modo que su padre le compró un pequeño kart. Sin embargo, todavía era muy pequeño para competir, ya que no había cumplido los diez años. Cuando empezó a competir en el Campeonato Polaco de Karting, ganó seis títulos en tres años. Tras esto, decidió dedicarse a un campeonato más exigente, en Italia. En 1998 ganó el Campeonato Internacional de Karting de Italia, siendo el primer extranjero en lograrlo.
Posteriormente, consiguió un segundo lugar en el Campeonato Europeo de Karting y ganó la Monaco Kart Cup disputada en parte del Circuito de Mónaco, el empleado en las competiciones de Fórmula 1. Un año después, revalidó su título italiano y compitió en el Campeonato Internacional de Karting de Alemania. También ganó la Monaco Kart Cup por segunda vez consecutiva, así como el Trofeo Margutti y las carreras de la Elf Masters. En 2000, su última temporada en karting, quedó cuarto en los campeonatos mundial y europeo.

#### Fórmula Renault y Fórmula 3
Kubica comenzó su carrera profesional en 2000, como piloto de pruebas de Fórmula Renault. Durante su primera temporada compitiendo en la categoría logró su primera pole position. En 2002 ganó cuatro carreras y logró la segunda plaza en la Fórmula Renault 2000 italiana. También fue séptimo en la Fórmula Renault Eurocup. A finales de año participó en una carrera de la Fórmula Renault brasileña, en el Circuito de Interlagos, logrando una nueva victoria. 2003 fue el comienzo de la Fórmula 3 para Robert y obtuvo su única victoria para Prema Powerteam en el circuito urbano de Norisring.
Tras la Fórmula Renault, Robert pasó a la Fórmula 3 Euroseries. Sin embargo, se vio retrasado por un accidente de tráfico en el que se rompió un brazo. En su primera carrera, en Norisring, Alemania, corrió con una brazadera de plástico y varios tornillos de titanio, a pesar de lo cual ganó la carrera. Terminó así su primera temporada en duodécima posición. A finales de año, ganó una carrera urbana en Cerdeña, Italia, y quedó quinto en carreras en Macao y Corea del Sur. Acabó su segunda temporada en Fórmula 3 en séptima posición, con el equipo Mercedes-Benz. En noviembre de 2004 hizo la pole position en el Gran Premio de Macao de Fórmula 3, y estableció un nuevo récord de vuelta, a pesar de lo cual acabó segundo.
En 2005, Kubica ganó la World Series by Renault con el equipo Epsilon Euskadi, logrando así unas pruebas con el equipo Renault. Robert tuvo el privilegio de conducir el Renault R25, el monoplaza campeón de la temporada 2005 de Fórmula 1.

### Fórmula 1

#### BMW Sauber

##### 2006
En 2006, Robert fue contratado como tercer piloto de la escudería BMW Sauber. Sus buenas actuaciones en los entrenamientos de los viernes y en entrenamientos privados hicieron que Mario Theissen (director de BMW) se interesara en que corriera en las carreras oficiales. Hacia mediados de año Jacques Villeneuve, uno de los pilotos titulares, buscaba renovar el contrato para correr el año próximo, pero Theissen quería esperar hacia fin de año para decidir si se decantaba por Kubica o a Villeneuve. Jacques Villeneuve, al no tener asegurado su participación en la próxima temporada, y sentir que no era lo suficientemente apreciado por Theissen, decide dejar el equipo luego del Gran Premio de Alemania. Así es como en la siguiente carrera, el Gran Premio de Hungría de 2006, se produce el repentino debut de Kubica, quien clasificó décimo (noveno, tras la penalización a Jenson Button), y acabó la complicada carrera en séptima posición. No obstante, posteriormente fue descalificado por estar su coche dos kilogramos por debajo del peso mínimo obligatorio. La exclusión de Kubica, se efectuó basándose en los artículos 2.4 y 4.1 del reglamento de la FIA.
En el Gran Premio de Turquía acabó duodécimo, pero por delante de su compañero Nick Heidfeld, quien había abandonado tras un accidente en la primera curva. En el Gran Premio de Italia, Kubica logró el primer podio de su carrera en la Fórmula 1.
Su cuarta carrera, el Gran Premio de China de 2006, fue decepcionante para él, ya que acabó en la decimotercera posición. Tras salirse de la pista en la primera curva, pudo remontar desde la decimoséptima hasta la quinta posición antes de parar. Fue el primero en cambiar de neumáticos intermedios a secos cuando la pista empezaba a secarse, pero una vuelta muy lenta con una pista resbaladiza y una nueva parada en boxes, para ponerle de nuevo neumáticos intermedios, le costó su lugar en los puntos.

##### 2007

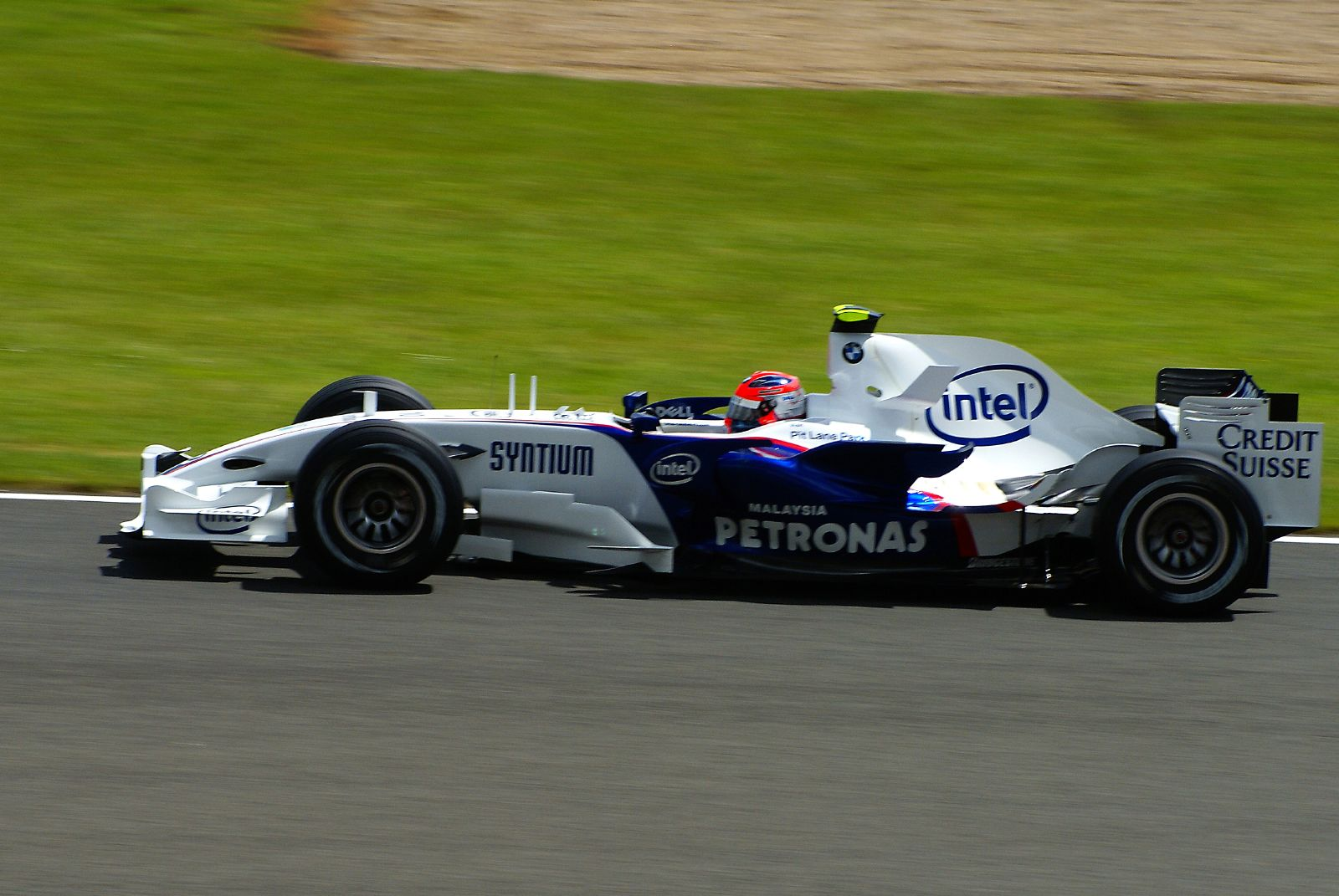
Kubica en el Gran Premio de Gran Bretaña de 2007

En la temporada 2007, Kubica es de nuevo el primer piloto de la escudería BMW, junto a Nick Heidfeld. Tras un comienzo algo complicado, consigue sus primeros puntos del año con un sexto puesto en Baréin, un cuarto en España y un quinto en Mónaco.
En el Gran Premio de Canadá de 2007, sufrió un gravísimo accidente cuando, en la vuelta 27, tras efectuar una mala maniobra, su coche se salió de la pista después de golpear al Toyota de Jarno Trulli, y golpeó un bache en la hierba, levantando el morro del coche e impidiéndolo frenar o dirigir el coche. Así, chocó contra el muro a una velocidad de 230 kilómetros por hora. El BMW atravesó la pista dando varias vueltas de campana, para chocar contra el muro opuesto y frenarse posteriormente. En aquel momento, el coche estaba absolutamente destrozado, de un modo tal que los pies del piloto eran visibles por la parte delantera del monoplaza. Fue inmediatamente extraído del cockpit y llevado a la clínica del circuito. Poco después del accidente, su mánager Daniele Morelli declaró que "estaba consciente y hablaba", y Mario Theissen afirmó que no había sufrido lesiones graves. El HANS tuvo un papel vital en este accidente, ya que evitó que sufriera lesiones de mayor severidad.
Una vez acabada la carrera, desde el hospital en que el piloto estaba ingresado se hizo saber que Robert sólo había sufrido un esguince en un tobillo, y abandonó el centro médico al día siguiente, tras haber pasado una noche en observación. A pesar de ello, Kubica no participó en el Gran Premio de los Estados Unidos por prescripción médica, siendo sustituido por Sebastian Vettel. Sin embargo, pudo regresar a la competición en el Gran Premio de Francia, donde acabó en una meritoria cuarta posición, que repitió en el Gran Premio de Gran Bretaña.
En la última carrera, el Gran Premio de Brasil de 2007, terminó la temporada acabando en quinta posición.

##### 2008

Casco de Robert Kubica en la temporada 2008.

Robert Kubica tiene firmado un acuerdo con el equipo BMW Sauber para permanecer en el equipo durante varios años; su permanencia como piloto para la temporada 2008 fue anunciada el mediados de 2007. Para mejorar sus resultados, Kubica perdió siete kilos de peso.

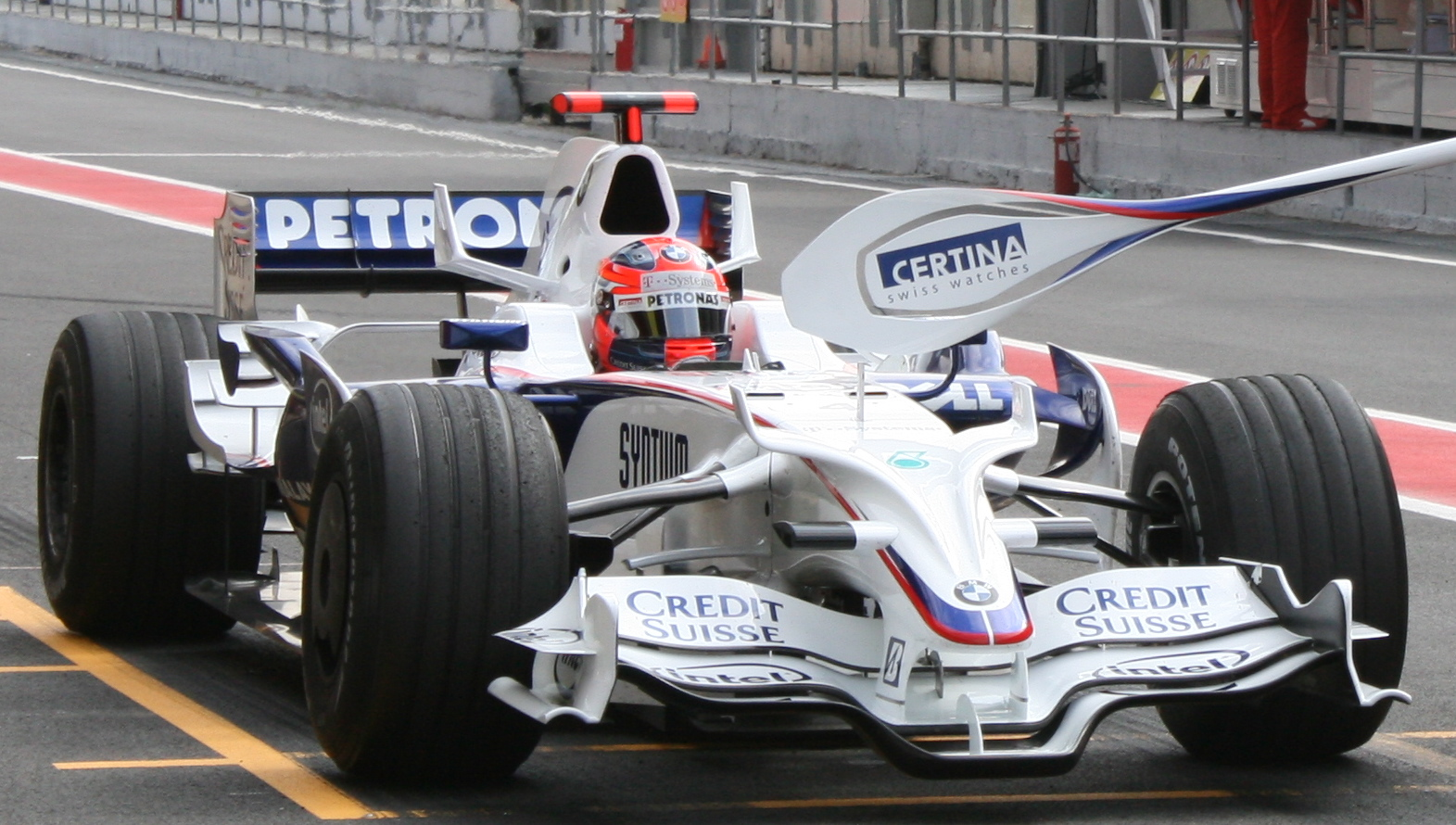
Robert probando el BMW Sauber F1.08.

En la primera clasificación de 2008 Kubica impresiona, ya que el joven polaco lucha por la pole position con su BMW, finalmente no se la lleva pero sale segundo, lo que ya es el mejor resultado para el polaco en la clasificación. En la segunda cita, el GP de Malasia, Kubica logra acabar segundo, su mejor resultado en la F1 hasta ese momento. En la tercera prueba del año, el GP de Baréin, Kubica logra finalmente la pole position, finalizando la carrera en tercera posición. En España y Turquía, Kubica es cuarto, y suma un nuevo podio en Mónaco, en una excelente carrera del polaco. En el Gran Premio de Canadá, Kubica logró su primera victoria para la escudería BMW en la Fórmula 1 y se colocó líder del campeonato con 42 puntos seguido por Lewis Hamilton y Felipe Massa con 38 y Kimi Räikkönen con 35 puntos.
Sin embargo, en el Gran Premio de Francia, Robert sólo pudo ser quinto y perdió el liderato. En el Gran Premio de Gran Bretaña, no terminó la carrera y cayó hasta la cuarta posición en el campeonato, con 46 puntos, frente los 48 de Lewis Hamilton, Kimi Räikkönen y Felipe Massa. En las siguientes pruebas, Kubica y BMW siguen con su cuesta abajo y a duras penas logra puntuar; aunque consigue ser tercero en Valencia e Italia. En Singapur, Robert no pudo puntuar tras ser sancionado, en una carrera que ganó el bicampeón del mundo Fernando Alonso. En la siguiente prueba, el Gran Premio de Japón, Alonso ganó y Kubica terminó segundo, relanzando sus posibilidades de título. Algo muy distinto ocurrió en el Gran Premio de China. Kubica, con un coche poco competitivo, sólo puede clasificar en 12.º lugar de la parrilla. En carrera se vería beneficiado por un toque entre Trulli y Bourdais pudiendo así ganar posiciones. Hizo una carrera muy regular y pudo acabar 6.º, pero sus opciones al mundial se esfumaron. En el último Gran Premio, el Gran Premio de Brasil (donde se decidía el mundial entre Hamilton y Massa), Kubica seguía sufriendo con un coche poco competitivo y solo pudo clasificar 13.º. En carrera, poco pudo hacer, pues fue doblado. Al menos, fue protagonista en parte en las últimas vueltas, ya que al desdoblarse de Hamilton, este perdió la trazada y Vettel pudo pasarle.
Finalizó así la mejor temporada de su carrera deportiva en la Fórmula 1, logrando una pole en el Gran Premio de Baréin y la ansiada victoria de BMW en Canadá.

##### 2009

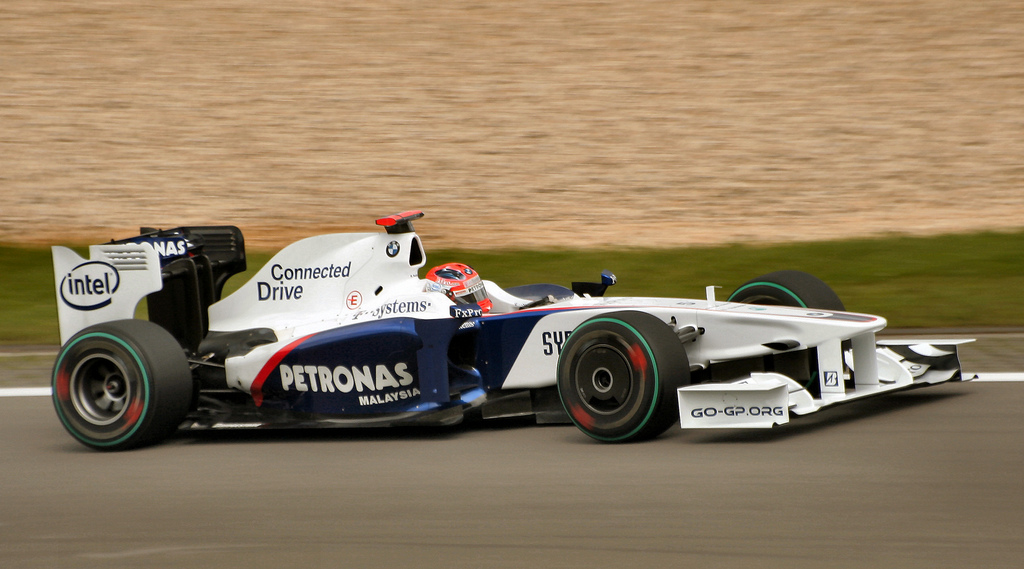
Robert conduciendo su BMW Sauber F1.09.

Antes de empezar la temporada 2009, BMW parecía uno de los favoritos para el título, pero el F1.09 no fue competitivo y Kubica realiza otro de los peores arranques de una temporada de F1, sin puntuar en las 6 primeras carreras: Melbourne, Sepang, Shanghái, Sakhir, Cataluña y Mónaco. En Estambul, Robert consigue sus primeros puntos (acabó 7.º). Pero desde Silverstone hasta Hungaroring, Kubica se vuelve a quedar sin puntos. En Valencia, realiza una floja carrera, y acaba 8.º. Pero en Spa, el coche mejora y consigue acabar 4.º. En Monza, Kubica se toca con Mark Webber y hace que el australiano abandone; pero 15 vueltas después, Kubica abandona por un problema en el motor. BMW había anunciado su retiro de la F1, a finales de la temporada; de modo que a partir de la temporada 2010, Robert correría con el equipo Renault. En Singapur, consigue acabar 8.º, luego de mantener la presión de Kazuki Nakajima y Kimi Räikkönen. En Suzuka, en las últimas vueltas Kubica le empieza a dar presión a Jenson Button, sin embargo Robert no le pudo quitar el 8.º puesto al británico y acabó 9.º. En Brasil, consigue acabar 2.º después de hacer una gran carrera, siendo su mejor resultado de la temporada. En Abu Dhabi, Kubica se clasifica 7.º, pero en la carrera, al tratar de pasar a Sébastien Buemi, se toca con él, trompeando y perdiendo posiciones, terminando 10.º.
El F1.09 fue competitivo en Melbourne, donde Robert se clasificó 4.º; y en carrera, marchó en la 3.º posición hasta las últimas vueltas antes del incidente con Sebastian Vettel.

#### Renault

##### 2010

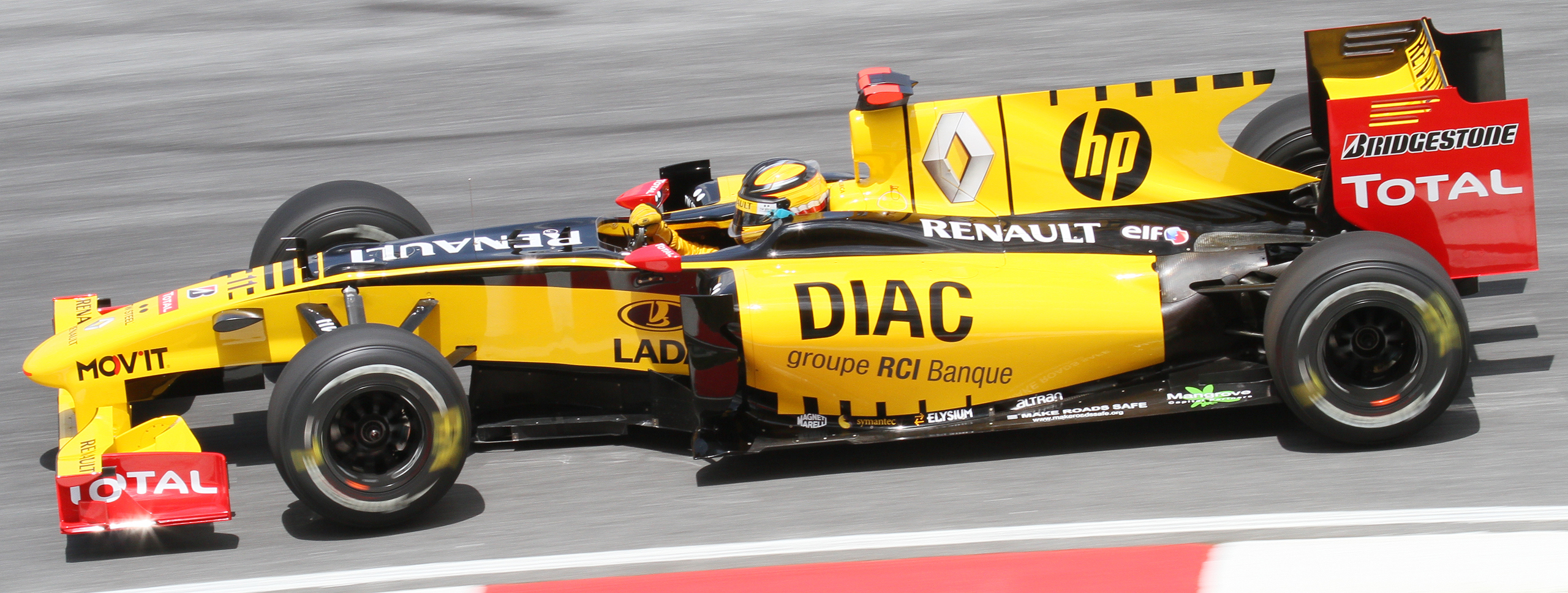
Kubica durante el Gran Premio de Malasia.

Para 2010, Robert Kubica se incorporó al equipo Renault, siendo su compañero el ruso Vitaly Petrov. Su primera actuación en Baréin se vio truncada por un trompo que fue provocado por un toque con Adrian Sutil. A pesar de ello, el polaco logró remontar hasta la undécima posición. En el Gran Premio de Australia, Robert logra pasar a Q3 y se clasifica 9.º. En la salida remontó varias posiciones, hizo una gran carrera y logró su primer podio en Renault al finalizar 2.º. En Malasia, Kubica vuelve a clasificarse en el top ten, logrando un 6.º puesto. Logró acabar ese Gran Premio en cuarta posición, empezando a ser considerado como la revelación de la temporada. En el Gran Premio de China, el piloto polaco clasificó octavo, hizo una carrera constante y cruzó la línea de meta en 5.ª plaza pese a verse perjudicado por un auto de seguridad. En el primer Gran Premio europeo disputado en el Circuito de Cataluña, Kubica se clasifica 7.º; sin embargo, un toque con Kamui Kobayashi en la tercera curva del trazado después de la salida, truncó su posibilidad de rubricar otro GP constante, pues dañó el frontal de su monoplaza. A pesar de todo, Robert logró terminar 8.º. En Mónaco, Kubica realiza su mejor clasificación con Renault y consigue clasificarse en un brillante 2.º puesto. En carrera, pierde una posición respecto a Vettel en la salida y se coloca 3.º, posición que mantuvo hasta el fin de la misma, logrando su segundo podio del año. En el GP de Turquía, Kubica vuelve a meterse en Q3 y se clasifica 7.º, finalizando 6.º en carrera. En el Gran Premio de Canadá, su circuito talismán pero a la vez su circuito maldito, clasificó 8.º, pero salió 7.º en la parrilla ya que Mark Webber fue sancionado con 5 puestos por cambiar su caja de cambios. En carrera tuvo algunos rifi-rafes con Adrian Sutil y Michael Schumacher, acabando la prueba en 7.º lugar. En el Gran Premio de Gran Bretaña, Robert se clasificó 6.º, y en carrera hizo una buena salida y se colocó 3.º. Fue adelantado por Fernando Alonso en una maniobra un tanto dudosa, pero finalmente tuvo que abandonar por unos problemas en el diferencial de su monoplaza, lo que conllevó a su primera retirada de 2010. Tras un sexto puesto en Alemania, el polaco sufrió otro abandono en Hungría, por un accidente en boxes con Adrian Sutil. Pero Kubica volvería a impresionar consiguiendo su tercer podio del año al acabar 3.º en el GP de Bélgica.

#### Experiencias tras el accidente en rally

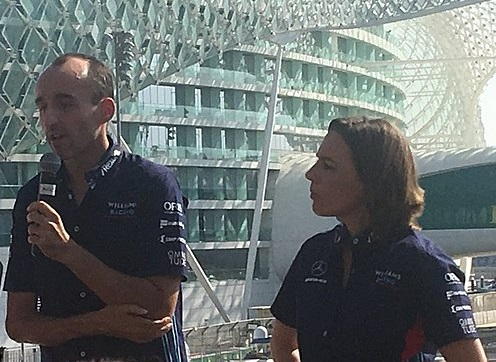
Kubica junto a Claire Williams en 2018.

Tras el accidente de 2011, el polaco volvió a subirse a monoplazas con intenciones de volver a Fórmula 1. En el mes de mayo de 2017 probó un Fórmula E en Donington Park y en abril se subió a un GP3 en Italia. El día 6 de junio rodó en Cheste Sergey Sirotkin con el E20 y, al día siguiente, fue el turno de Kubica, probando por primera vez un F1 desde el accidente de rally.
Robert Kubica ha vuelto a Fórmula 1 por un día en ocasión del Festival de la Velocidad de Goodwood. El piloto polaco se ha puesto a los mandos de un Renault E20 para hacer las delicias de todos los aficionados congregados a lo largo del trazado de 1,8 kilómetros.
Justo después del Festival de la Velocidad en Goodwood, Robert, continuó su visita de regreso en un Fórmula 1, al ser uno de los pilotos de la escudería Renault durante el segundo día de pruebas de verano en Hungría, siendo esta su primera sesión de pruebas oficial en 6 años.
Kubica completó un total de 142 vueltas, siendo la más rápida de 1 minuto y 18.572 segundos (su vuelta más rápida en el Hungaroring), circuito donde hizo su debut en un Gran Premio de Fórmula 1. Esta vuelta le dio la posición 4 (P4) de la sesión de pruebas. El auto de pruebas fue el R.S. 17 y Kubica se declaró físicamente apto para ser piloto de uno de estos bólidos de F1.

#### Williams

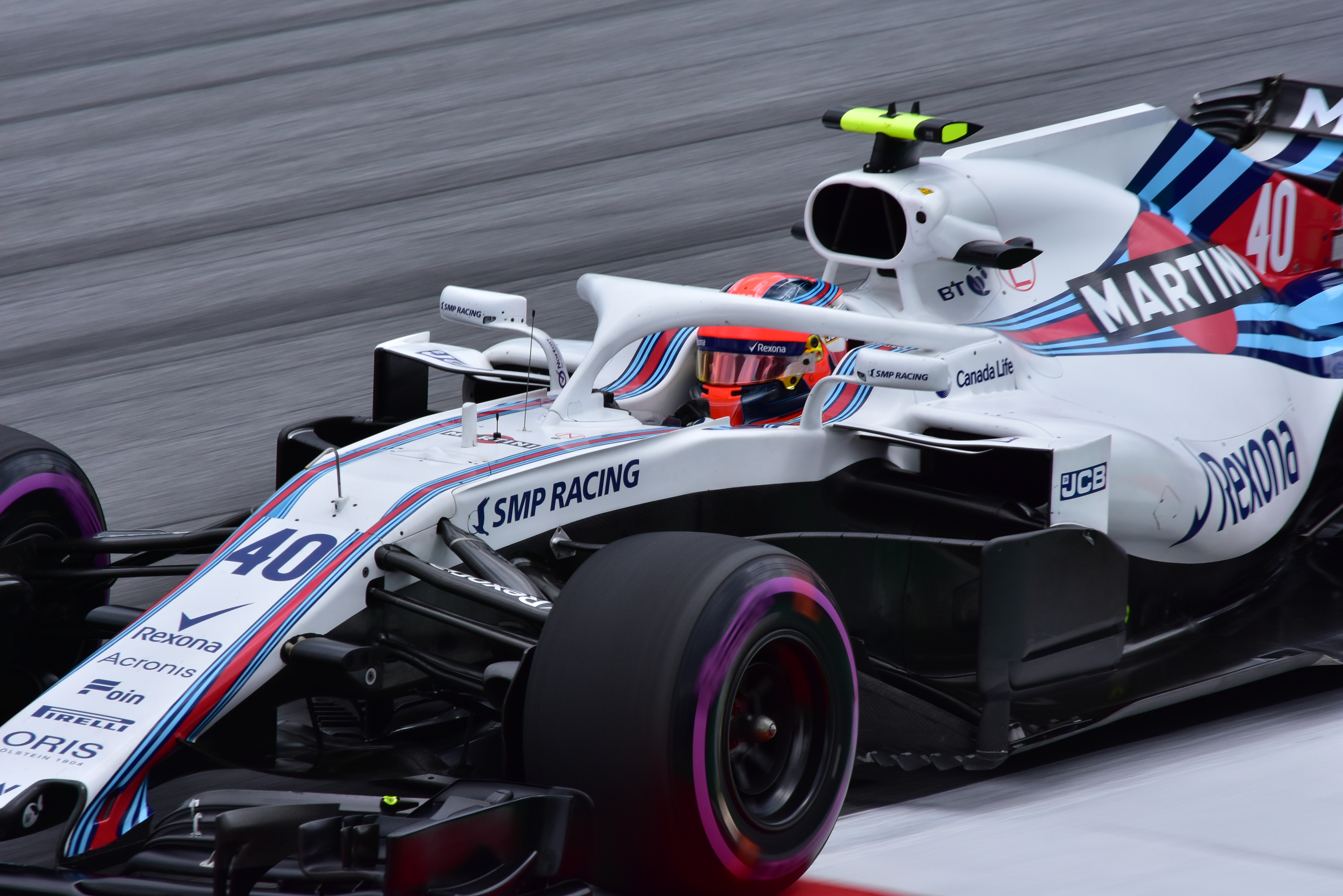
Kubica en las secciones de entrenamientos del Gran Premio de Austria de 2018.

En 2018, ya con Williams, Robert disputó al volante del FW41 tres sesiones de entrenamientos libres en sustitución de Sergey Sirotkin, además de los test de Barcelona.

##### 2019
Kubica volvió a ser piloto oficial en la «categoría reina» con el equipo Williams, luego de 8 años sin estar en F1. A lo largo de la temporada, el polaco quedó generalmente detrás de su compañero, el debutante George Russell. En el GP de Alemania, terminó 12.º en pista, pero una sanción a los pilotos de Alfa Romeo hizo que sumara el primer punto para él y para el equipo en la temporada. En el resto de la temporada no sumó puntos, y se quedó sin asiento para 2020 tras el anuncio de que Nicholas Latifi ocupará su puesto.

#### Alfa Romeo
Tras dejar Williams, el polaco ingresó al equipo Alfa Romeo y fue piloto de desarrollo y reserva en la temporada 2020. Probó el C39 en los tests de pretemporada en Barcelona, logrando el mejor tiempo en el primer día de la segunda etapa. Participó como tercer piloto en los libres de los GGPP de Estiria, Hungría, 70.º Aniversario, Baréin y Abu Dabi. También disputó la postemporada en Yas Marina el 15 de diciembre y en libres en 2021.
Kubica volvió a competir dos carreras más de Fórmula 1 en septiembre de 2021, donde debió remplazar a Kimi Räikkönen, quien había dado positivo de COVID-19, en el Gran Premio de los Países Bajos y en el Gran Premio de Italia.

### Rally

#### Accidente y vuelta a la competición
Robert Kubica fue confirmado como primer piloto para Lotus Renault GP por segundo año, junto a Vitaly Petrov como segundo piloto y Fairuz Fauzy como piloto de pruebas.
Desde 2009, Kubica había estado participando en diferentes pruebas de rally de Italia y Francia. El 6 de febrero de 2011 sufrió un grave accidente durante la disputa del rally Ronde di Andora en Italia, a bordo de un Škoda Fabia S2000, teniendo que ser trasladado a un hospital de la zona con riesgo de amputación de la mano derecha. A pesar de ello, tras las operaciones, los cirujanos consiguieron evitar dicha amputación. Sin embargo, Kubica debe pasarse por tiempo indefinido recuperándose, de modo que no pudo competir en la temporada 2011 de Fórmula 1 y fue sustituido por Nick Heidfeld, y posteriormente por Bruno Senna.

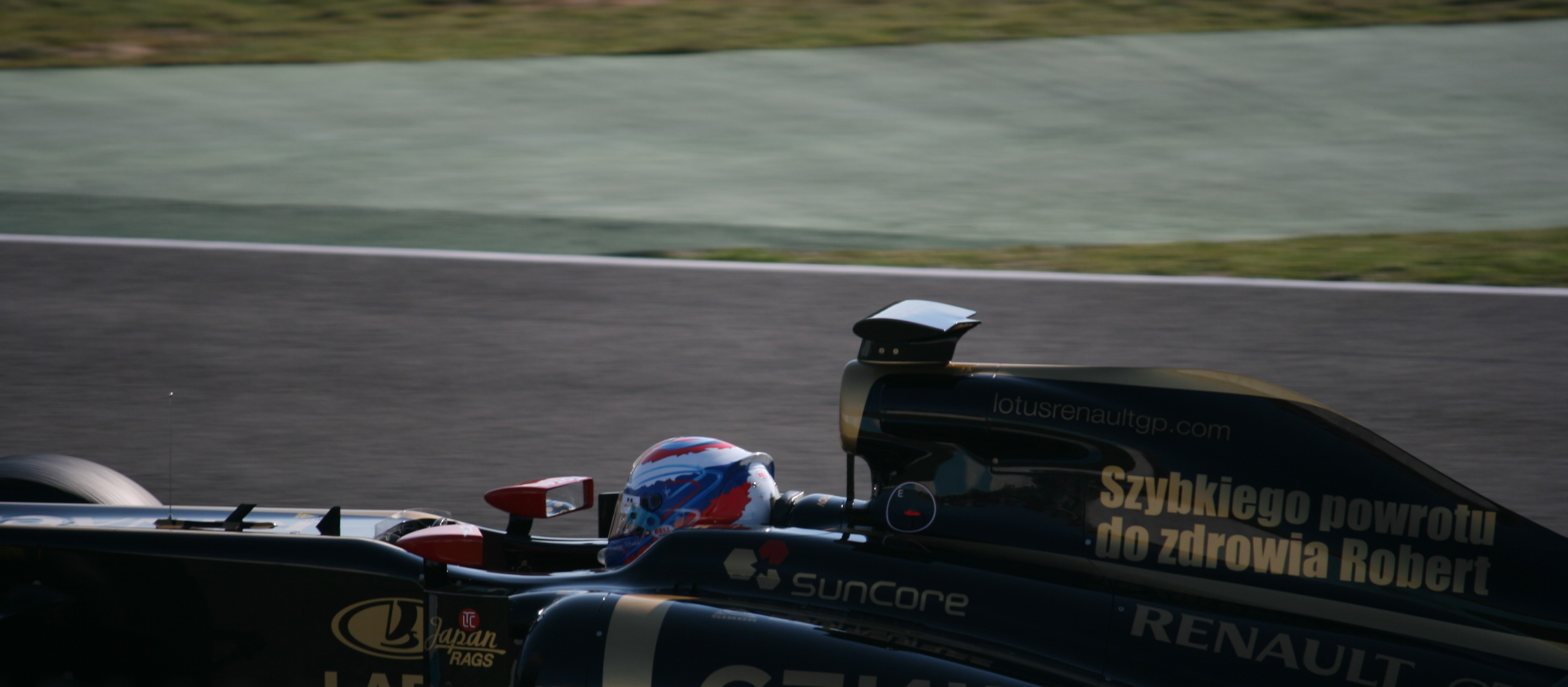
Mensaje de ánimo a Robert en el Renault R31.

A finales de 2011, se anunció que Kubica no estaría en condiciones de regresar en 2012, ya que su recuperación no iba según lo esperado. Desgraciadamente, el polaco sufrió un accidente doméstico en enero de 2012, que le provocó heridas en la pierna lesionada. La falta de noticias sobre el piloto polaco hace que su futuro en la F1 sea muy incierto.
A principios de septiembre de 2012, Robert Kubica volvió a la competición participando en un rally en Italia. El polaco afirmó que su objetivo era volver a la F1 en 2014. Sin embargo, en su participación en el Rallye San Martino di Castrozza sufrió un accidente con un Subaru Impreza WRC y posteriormente declaró no sentirse capacitado todavía para volver a competir con ningún monoplaza.
En el mes de noviembre, logró su tercera victoria en una prueba de rally, siendo esta en el Rally di Como prueba puntuable para el trofeo de asfalto italiano a bordo de un Citroën C4 WRC y consiguiendo el mejor tiempo en ocho de diez tramos disputados. En su segunda prueba con el C4 WRC participó en el Rally du Var, prueba del nacional francés y cuando lideraba la carrera en el penúltimo tramo se salió de la pista debido a un error de su copiloto estrellándose contra un árbol. Los ocupantes salieron ilesos pero el coche ardió entre las llamas.

#### Campeonato Europeo y Campeonato Mundial de Rally

##### 2013

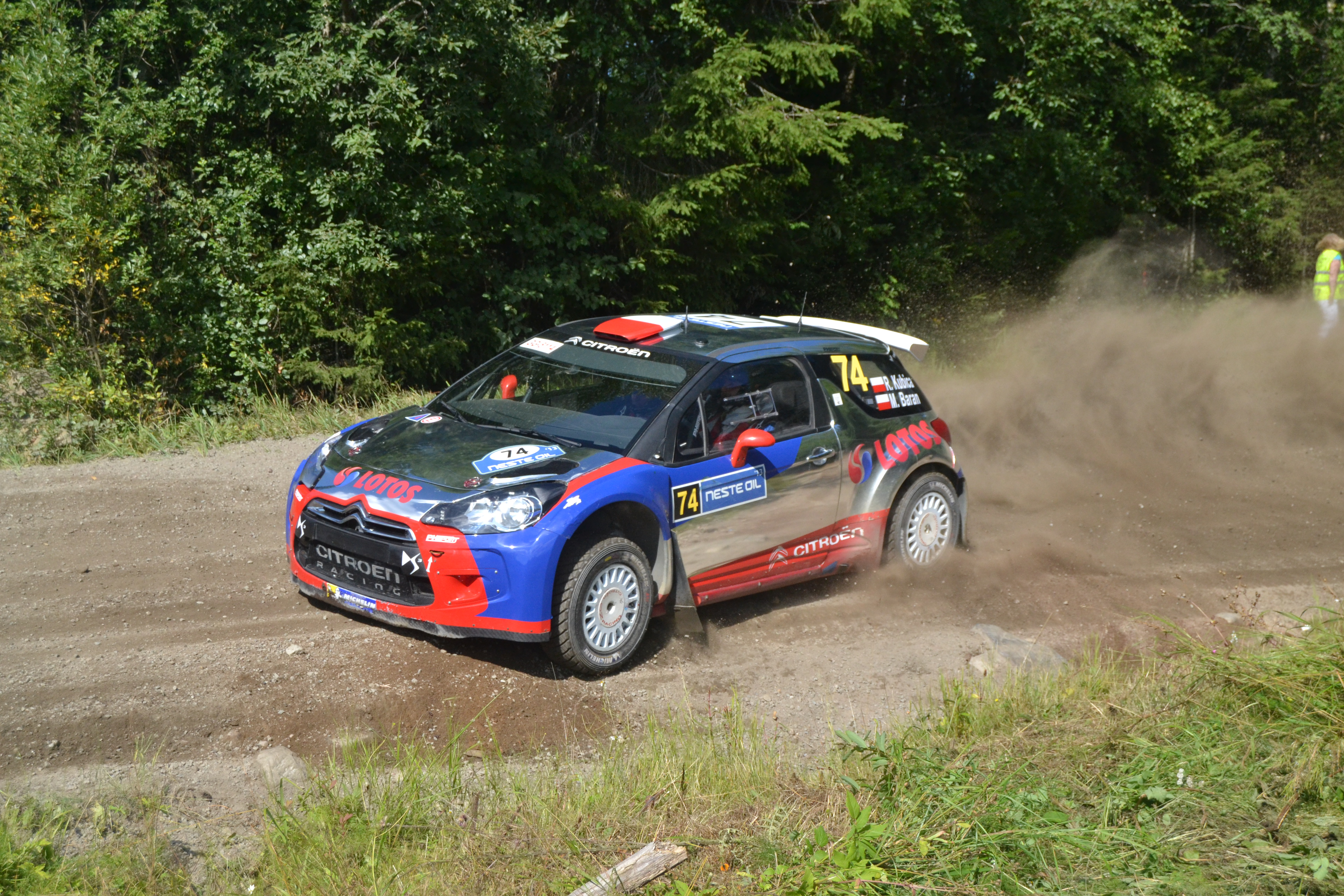
Kubica en 2013 durante el Rally de Finlandia.

En febrero se confirmó que el polaco participaría en el Campeonato de Europa de Rally con un programa inicial de diez pruebas, debutando en la tercera cita: el Rally de Canarias con un Citroën DS3 RRC así como en el WRC 2 con el equipo Citroën Sport. En Canarias lideró la prueba durante nueve tramos, marcando el mejor tiempo en ocho de ellos, pero un accidente en una curva lo obligó a abandonar impidiéndole celebrar la podría haber sido su primera victoria en el campeonato europeo.
Ganó el WRC 2 ese año, con cinco victorias en siete pruebas en las que compitió.

#### 2014
M-Sport contrató a Robert Kubica como piloto para 2014 en el campeonato mundial con un Ford Fiesta RS WRC patrocinado por Lotos, por lo que en 2014 hizo su primera temporada completa con un World Rally Car además de disputar pruebas del Campeonato de Europa con un Ford Fiesta RRC del equipo M-Sport. En la primera prueba del año, Rally de Montecarlo, Kubica marcó el mejor tiempo en los dos primeros tramos, logrando sus primeros scratch en el campeonato y situándose líder provisional de la prueba.

### Deutsche Tourenwagen Masters
En febrero de 2020, el polaco firmó contrato para disputar la temporada 2020 de Deutsche Tourenwagen Masters con el equipo Orlen Team ART. Sumó un solo punto en las 14 carreras que disputó, hasta que en la segunda carrera de la ronda 2 de Zolder logró su primer podio en la categoría.

### Resistencia

#### European Le Mans Series
El 12 de febrero de 2021 se confirmaría su participación en la disciplina de resistencia por primera vez, siendo esta la European Le Mans Series junto al equipo belga WRT, contando con Louis Delétraz y Yifei Ye como compañeros para compartir un biplaza Oreca 07 durante la temporada. Ganaría su carrera debut en el circuito de Barcelona-Cataluña seguida de otra victoria en la siguiente ronda en el Red Bull Ring. Acabaría sumando un podio en Monza, seguido de otra victoria en Spa-Francorchamps y otro podio más en la ronda final en el Autódromo Internacional do Algarve, acabando primero en la tabla general con un total de 118 puntos, seguidos de United Autosports con 86. Este año, le sirvió para que el resto de equipos se fijaran en el para competir en el WEC 2023, destacando una triste carrera en Le Mans, donde el coche 41 lideró durante toda la carrera hasta la última vuelta, donde el coche falló y se quedó parado en medio de la pista, siendo el chino Ye Yifei adelantado por el coche hermano del equipo, el 31.
Aquel año también disputaría las 24 Horas de Daytona, carrera en la que tuvo que abandonar de manera muy temprana debido a un fallo en su LMP2 y sus primeras 24 Horas de Le Mans, donde el coche 41 lideró durante toda la carrera hasta la última vuelta, donde el coche falló y se quedó parado en medio de la pista, siendo Yifei Ye adelantado por el coche hermano del equipo, el 31.
En 2024, volvió para intentar conseguir su segundo título en ELMS con TF Sport en la categoría LMP2, tras la supresión de esta del campeonato mundial. En enero se confirmaron como sus compañeros de equipo a Robert Shwartzman y a su excompañero con el que ganó la European Le Mans Series, Ye Yifei.
El polaco consolidaría su segundo título en la categoría en la última carrera de Portimão. Este habría conseguido el título junto a su ya fiel compañero Louis Delétraz y el británico exprotegido de Red Bull, Jonny Edgar.

#### Campeonato Mundial de Resistencia de la FIA

##### LMP2
Para la temporada 2022, se le anunciaría como piloto oficial del equipo PREMA para disputar el Campeonato Mundial de Resistencia, de nuevo con Louis Delétraz y con el recién salido de la FIA Fórmula 3, Lorenzo Colombo. Este año no pudo gozarlo de la misma manera que el anterior, consiguiendo como mejor resultado un segundo puesto en las 24 Horas de Le Mans, pero tampoco fallando en puntuar en ninguna carrera demostrando así una buena consistencia. Quedó quinto en el campeonato.
En 2023, volvió a la estructura donde consiguió su título de ELMS, WRT, continuando con Delétraz y ahora con Rui Andrade. Resultarían cuartos en la ronda inaugural de Sebring, seguido de un tercer lugar en Portimao pudiendo conseguir la victoria en las 6 Horas de Spa. En la siguiente ronda, tocarían las 24 Horas de Le Mans, donde repitió el resultado del año 2021 quedando en segunda posición. Le seguirían otro podio y dos victorias en las últimas rondas de Fuji y Sakhir, aclamando así su título.

##### Hypercar

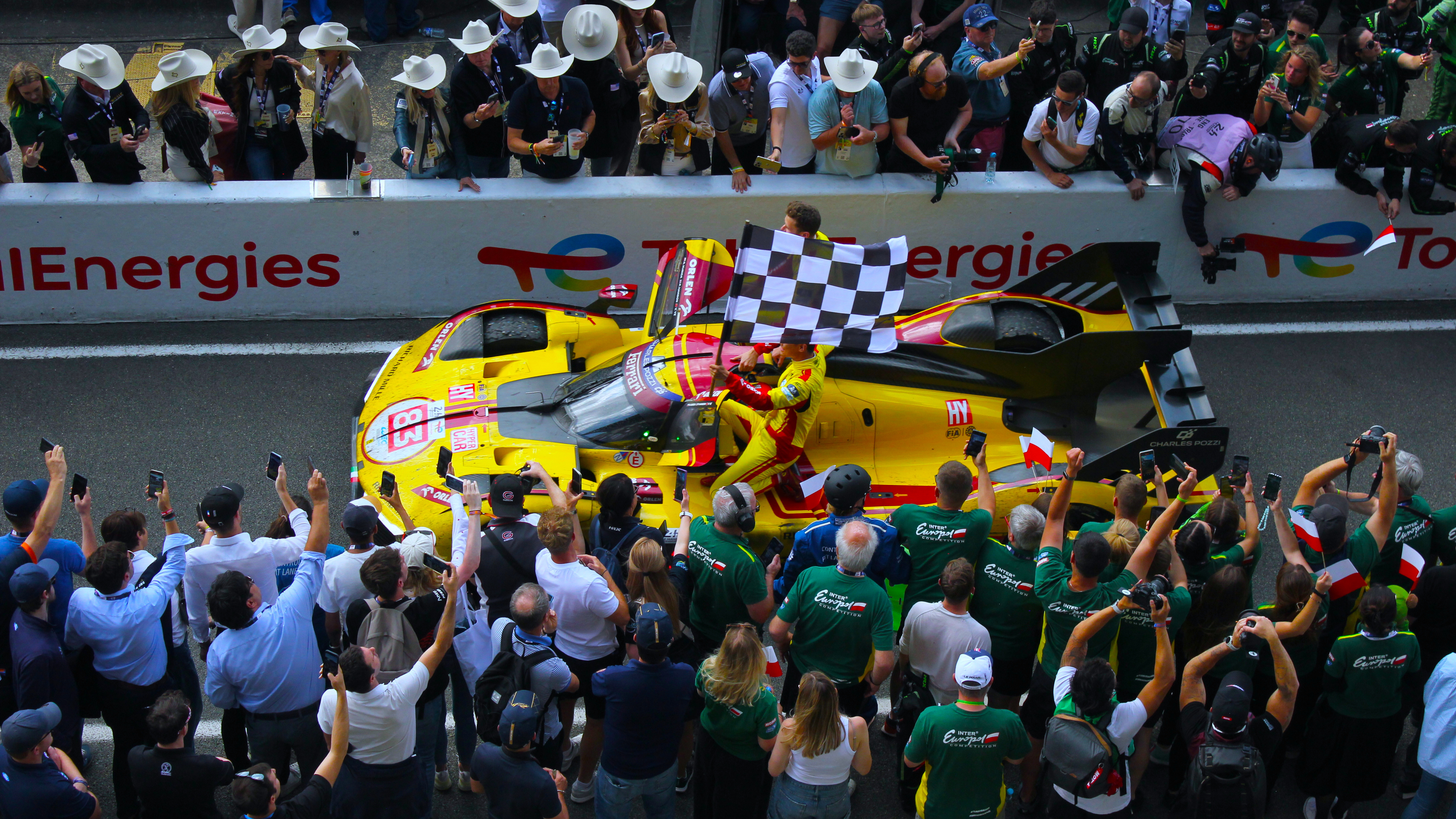
Philip Hanson, Robert Kubica y Ye Yifei celebrando la victoria en la Ferrari 499P.

Tras la temporada 2023, se le relacionaba para pilotar con el equipo JOTA un Porsche 963, pero finalmente, no se presentó a los test. Había otros que le relacionaban con BMW, ya que la escuadra alemana había firmado con su equipo, WRT, para debutar en el WEC para la siguiente campaña, pero los rumores acabaron resueltos tras su anuncio en la escuadra AF Corse con un tercer Ferrari 499P privado.
En las 24 Horas de Le Mans 2025 obtuvo la victoria absoluta junto a Yifei Ye y Philip Hanson con el Ferrari AF Corse #83, siendo también el primer piloto polaco en lograrlo.

## Resumen de carrera
| Temporada | Categoría                                              | Equipo                      | Carreras          | Victorias         | Poles             | VR                | Podios            | Puntos            | Pos.              |
| --------- | ------------------------------------------------------ | --------------------------- | ----------------- | ----------------- | ----------------- | ----------------- | ----------------- | ----------------- | ----------------- |
| 2001      | Eurocopa de Fórmula Renault 2000                       | RC Motorsport               | 10                | 0                 | 1                 | 0                 | 1                 | 46                | 14.º              |
| 2001      | Fórmula Renault Italiana                               | RC Motorsport               | 5                 | 0                 | 0                 | 1                 | 1                 | 27                | 13.º              |
| 2002      | Eurocopa de Fórmula Renault 2000                       | RC Motorsport               | 8                 | 0                 | 1                 | 0                 | 2                 | 80                | 7.º               |
| 2002      | Fórmula Renault Italiana                               | RC Motorsport               | 10                | 4                 | 3                 | 5                 | 6                 | 188               | 2.º               |
| 2002      | Fórmula Renault Brasileña                              | RS2                         | 1                 | 1                 | 1                 | 1                 | 1                 | N/A               | NC†               |
| 2003      | Fórmula 3 Euroseries                                   | Prema Powerteam             | 13                | 1                 | 0                 | 3                 | 2                 | 31                | 12.º              |
| 2003      | Fórmula 3 Británica                                    | Prema Powerteam             | 2                 | 0                 | 0                 | 0                 | 0                 | N/A               | NC†               |
| 2003      | Masters de Fórmula 3                                   | Prema Powerteam             | 1                 | 0                 | 0                 | 0                 | 0                 | N/A               | 33.º              |
| 2003      | Gran Premio de Macao                                   | Target Racing               | 1                 | 0                 | 0                 | 0                 | 0                 | N/A               | NC                |
| 2003      | Korea Super Prix                                       | Target Racing               | 1                 | 0                 | 0                 | 0                 | 0                 | N/A               | 6.º               |
| 2004      | Fórmula 3 Euroseries                                   | Mücke Motorsport            | 20                | 0                 | 0                 | 0                 | 3                 | 53                | 7.º               |
| 2004      | Gran Premio de Macao                                   | Manor Motorsport            | 1                 | 0                 | 1                 | 1                 | 1                 | N/A               | 2.º               |
| 2005      | Fórmula Renault 3.5 Series                             | Epsilon Euskadi             | 17                | 4                 | 3                 | 1                 | 11                | 154               | 1.º               |
| 2005      | Gran Premio de Macao                                   | Carlin Motorsport           | 1                 | 0                 | 0                 | 0                 | 1                 | N/A               | 2.º               |
| 2006      | Fórmula 1                                              | BMW Sauber F1 Team          | 6                 | 0                 | 0                 | 0                 | 1                 | 6                 | 16.º              |
| 2007      | Fórmula 1                                              | BMW Sauber F1 Team          | 16                | 0                 | 0                 | 0                 | 0                 | 39                | 6.º               |
| 2008      | Fórmula 1                                              | BMW Sauber F1 Team          | 18                | 1                 | 1                 | 0                 | 7                 | 75                | 4.º               |
| 2009      | Fórmula 1                                              | BMW Sauber F1 Team          | 17                | 0                 | 0                 | 0                 | 1                 | 17                | 14.º              |
| 2010      | Fórmula 1                                              | Renault F1 Team             | 19                | 0                 | 0                 | 1                 | 3                 | 136               | 8.º               |
| 2013      | Campeonato de Europa de Rally                          | PH Sport                    | 4                 | 0                 | –                 | –                 | 0                 | 17                | 29.º              |
| 2013      | Campeonato Mundial de Rally 2                          | Robert Kubica               | 7                 | 5                 | –                 | –                 | 6                 | 143               | 1.º               |
| 2013      | Campeonato Mundial de Rally                            | Robert Kubica               | 8                 | 0                 | –                 | –                 | 0                 | 18                | 13.º              |
| 2014      | Campeonato de Europa de Rally                          | RK M-Sport WRT              | 1                 | 1                 | –                 | –                 | 1                 | 39                | 13.º              |
| 2014      | Campeonato Mundial de Rally                            | RK M-Sport World Rally Team | 13                | 0                 | –                 | –                 | 0                 | 14                | 16.º              |
| 2015      | Campeonato Mundial de Rally                            | Robert Kubica               | 11                | 0                 | –                 | –                 | 0                 | 11                | 12.º              |
| 2016      | Campeonato Mundial de Rally                            | BRC Racing Team             | 1                 | 0                 | –                 | –                 | 0                 | 0                 | NC                |
| 2016      | Renault Sport Trophy - Clase Pro                       | Duqueine Engineering        | 1                 | 0                 | 0                 | 0                 | 0                 | 0                 | NC†               |
| 2016      | Renault Sport Trophy - Trofeo de Resistencia           | Duqueine Engineering        | 1                 | 0                 | 0                 | 0                 | 1                 | 0                 | NC†               |
| 2018      | Fórmula 1                                              | Williams Martini Racing     | Piloto de pruebas | Piloto de pruebas | Piloto de pruebas | Piloto de pruebas | Piloto de pruebas | Piloto de pruebas | Piloto de pruebas |
| 2019      | Fórmula 1                                              | ROKiT Williams Racing       | 21                | 0                 | 0                 | 0                 | 0                 | 1                 | 19.º              |
| 2020      | Fórmula 1                                              | Alfa Romeo Racing ORLEN     | Piloto de pruebas | Piloto de pruebas | Piloto de pruebas | Piloto de pruebas | Piloto de pruebas | Piloto de pruebas | Piloto de pruebas |
| 2020      | Deutsche Tourenwagen Masters                           | Orlen Team ART              | 18                | 0                 | 0                 | 0                 | 1                 | 20                | 15.º              |
| 2021      | WeatherTech SportsCar Championship - LMP2              | High Class Racing           | 1                 | 0                 | 0                 | 0                 | 0                 | 0                 | NC                |
| 2021      | European Le Mans Series - LMP2                         | Team WRT                    | 6                 | 3                 | 0                 | 0                 | 4                 | 118               | 1.º               |
| 2021      | Fórmula 1                                              | Alfa Romeo Racing ORLEN     | 2                 | 0                 | 0                 | 0                 | 0                 | 0                 | 20.º              |
| 2021      | Campeonato Mundial de Resistencia de la FIA - LMP2     | High Class Racing           | 2                 | 0                 | 0                 | 0                 | 0                 | 10                | 21.º              |
| 2022      | Fórmula 1                                              | Alfa Romeo F1 Team ORLEN    | Piloto de pruebas | Piloto de pruebas | Piloto de pruebas | Piloto de pruebas | Piloto de pruebas | Piloto de pruebas | Piloto de pruebas |
| 2022      | Campeonato Mundial de Resistencia de la FIA - LMP2     | Prema Orlen Team            | 6                 | 0                 | 0                 | 1                 | 1                 | 94                | 5.º               |
| 2023      | Campeonato Mundial de Resistencia de la FIA - LMP2     | Team WRT                    | 7                 | 3                 | 1                 | 0                 | 6                 | 173               | 1.º               |
| 2024      | Campeonato Mundial de Resistencia de la FIA - Hypercar | AF Corse                    | 8                 | 1                 | 0                 | 0                 | 1                 | 57                | 9.º               |
| 2024      | European Le Mans Series - LMP2                         | Orlen Team AO by TF         | 6                 | 1                 | 0                 | 0                 | 3                 | 93                | 1.º               |
| 2025      | Campeonato Mundial de Resistencia de la FIA - Hypercar | AF Corse                    | Disputándose      | Disputándose      | Disputándose      | Disputándose      | Disputándose      | Disputándose      | Disputándose      |
| Fuente:   |                                                        |                             |                   |                   |                   |                   |                   |                   |                   |

- † Kubica fue piloto invitado, no fue apto para puntuar.

## Resultados

### Fórmula 3 Euroseries
(Clave) (negrita indica pole position) (cursiva indica vuelta rápida)

| Año  | Equipo           | Chasis           | Motor        | 1       | 2       | 3       | 4        | 5        | 6         | 7       | 8     | 9        | 10      | 11      | 12      | 13       | 14        | 15      | 16       | 17       | 18       | 19      | 20      | Pos. | Puntos |
| ---- | ---------------- | ---------------- | ------------ | ------- | ------- | ------- | -------- | -------- | --------- | ------- | ----- | -------- | ------- | ------- | ------- | -------- | --------- | ------- | -------- | -------- | -------- | ------- | ------- | ---- | ------ |
| 2003 | Prema Powerteam  | Dallara F303/022 | Spiess-Opel  | HOC 1   | HOC 2   | ADR 1   | ADR 2    | PAU 1    | PAU 2     | NOR 1   | NOR 2 | LMS 1 27 | LMS 2 7 | NÜR 1 9 | NÜR 2 6 | A1R 1 11 | A1R 2 Ret | ZAN 1 7 | ZAN 2 24 | HOC 1 24 | HOC 2 10 | MAG 1 4 | MAG 2 8 | 12.º | 31     |
| 2004 | Mücke Motorsport | Dallara F302/032 | HWA-Mercedes | HOC 1 6 | HOC 2 7 | EST 1 9 | EST 2 23 | ADR 1 17 | ADR 1 Ret | PAU 1 3 | PAU 2 | NOR 1 19 | NOR 1 4 | MAG 1 9 | MAG 2 5 | NÜR 1 5  | NÜR 2     | ZAN 1 8 | ZAN 2 5  | BRN 1 10 | BRN 2 8  | HOC 1 4 | HOC 2 7 | 7.º  | 53     |

### Fórmula Renault 3.5 Series
(Clave) (negrita indica pole position) (cursiva indica vuelta rápida)

| Año  | Equipo          | 1       | 2       | 3     | 4       | 5        | 6       | 7     | 8     | 9       | 10    | 11      | 12      | 13      | 14      | 15      | 16        | 17        | Pos. | Puntos |
| ---- | --------------- | ------- | ------- | ----- | ------- | -------- | ------- | ----- | ----- | ------- | ----- | ------- | ------- | ------- | ------- | ------- | --------- | --------- | ---- | ------ |
| 2005 | Epsilon Euskadi | ZOL 1 3 | ZOL 2 1 | MON 5 | VAL 1 2 | VAL 2 16 | LMS 1 3 | LMS 2 | BIL 1 | BIL 2 8 | OSC 1 | OSC 2 1 | DON 1 3 | DON 2 6 | EST 1 2 | EST 2 3 | MNZ 1 Ret | MNZ 2 Ret | 1.º  | 154    |

### Fórmula 1
(Clave) (negrita indica pole position) (cursiva indica vuelta rápida)

| Año     | Escudería                | 1       | 2       | 3      | 4      | 5      | 6       | 7      | 8      | 9       | 10      | 11     | 12      | 13      | 14     | 15     | 16      | 17     | 18     | 19      | 20     | 21     | 22     | Pos. | Puntos |
| ------- | ------------------------ | ------- | ------- | ------ | ------ | ------ | ------- | ------ | ------ | ------- | ------- | ------ | ------- | ------- | ------ | ------ | ------- | ------ | ------ | ------- | ------ | ------ | ------ | ---- | ------ |
| 2006    | BMW Sauber F1 Team       | BHR TD  | MYS TD  | AUS TD | SMR TD | EUR TD | ESP TD  | MON TD | GBR TD | CAN TD  | USA TD  | FRA TD | GER TD  | HUN DSQ | TUR 12 | ITA 3  | CHN 13  | JPN 9  | BRA 9  |         |        |        |        | 16.º | 6      |
| 2007    | BMW Sauber F1 Team       | AUS Ret | MYS 18  | BHR 6  | ESP 4  | MON 5  | CAN Ret | USA    | FRA 4  | GBR 4   | EUR 7   | HUN 5  | TUR 8   | ITA 5   | BEL 9  | JPN 7  | CHN Ret | BRA 5  |        |         |        |        |        | 6.º  | 39     |
| 2008    | BMW Sauber F1 Team       | AUS Ret | MYS 2   | BHR 3  | ESP 4  | TUR 4  | MON 2   | CAN 1  | FRA 5  | GBR Ret | GER 7   | HUN 8  | EUR 3   | BEL 6   | ITA 3  | SIN 11 | JPN 2   | CHN 6  | BRA 11 |         |        |        |        | 4.º  | 75     |
| 2009    | BMW Sauber F1 Team       | AUS 14  | MYS Ret | CHN 13 | BHR 18 | ESP 11 | MON Ret | TUR 7  | GBR 13 | GER 14  | HUN 13  | EUR 8  | BEL 4   | ITA Ret | SIN 8  | JPN 9  | BRA 2   | ABU 10 |        |         |        |        |        | 14.º | 17     |
| 2010    | Renault F1 Team          | BHR 11  | AUS 2   | MYS 4  | CHN 5  | ESP 8  | MON 3   | TUR 6  | CAN 7  | EUR 5   | GBR Ret | GER 6  | HUN Ret | BEL 3   | ITA 8  | SIN 7  | JPN Ret | RCO 5  | BRA 9  | ABU 5   |        |        |        | 8.º  | 136    |
| 2018    | Williams Martini Racing  | AUS     | BHR     | CHN    | AZE    | ESP TD | MON     | CAN    | FRA    | AUT TD  | GBR     | GER    | HUN     | BEL     | ITA    | SIN    | RUS     | JPN    | USA    | MEX     | BRA    | ABU TD |        |      |        |
| 2019    | ROKiT Williams Racing    | AUS 17  | BHR 16  | CHN 17 | AZE 16 | ESP 18 | MON 18  | CAN 18 | FRA 18 | AUT 20  | GBR 15  | GER 10 | HUN 19  | BEL 17  | ITA 17 | SIN 16 | RUS Ret | JPN 17 | MEX 18 | USA Ret | BRA 16 | ABU 19 |        | 19.º | 1      |
| 2020    | Alfa Romeo Racing ORLEN  | AUT     | EST TD  | HUN TD | GBR    | 70A TD | ESP     | BEL    | ITA    | TOS     | RUS     | EIF    | POR     | EMI     | TUR    | BHR TD | SAK     | ABU TD |        |         |        |        |        |      |        |
| 2021    | Alfa Romeo Racing ORLEN  | BHR     | EMI     | POR    | ESP TD | MON    | AZE     | FRA    | EST TD | AUT     | GBR     | HUN TD | BEL     | NED 15  | ITA 14 | RUS    | TUR     | USA    | MEX    | SÃO     | QAT    | ARA    | ABU    | 20.º | 0      |
| 2022    | Alfa Romeo F1 Team ORLEN | BHR     | ARA     | AUS    | EMI    | MIA    | ESP TD  | MON    | AZE    | CAN     | GBR     | AUT    | FRA TD  | HUN TD  | BEL    | NED    | ITA     | SIN    | JPN    | USA     | MEX    | SÃO    | ABU TD |      |        |
| Fuente: |                          |         |         |        |        |        |         |        |        |         |         |        |         |         |        |        |         |        |        |         |        |        |        |      |        |

### Campeonato Mundial de Rally
| Año      | Equipo                      | Automóvil          | 1       | 2      | 3       | 4       | 5     | 6      | 7      | 8       | 9       | 10    | 11      | 12     | 13      | Pos. | Puntos |
| -------- | --------------------------- | ------------------ | ------- | ------ | ------- | ------- | ----- | ------ | ------ | ------- | ------- | ----- | ------- | ------ | ------- | ---- | ------ |
| 2013     | Robert Kubica               | Citroën DS3 RRC    | MON     | SWE    | MEX     | POR 19  | ARG   | GRE 11 | ITA 9  | FIN 9   | GER 5   | AUS   | FRA 9   | ESP 9  |         | 13.º | 18     |
| 2013     | Abu Dhabi Citroën Total WRT | Citroën DS3 WRC    |         |        |         |         |       |        |        |         |         |       |         |        | GBR Ret | 13.º | 18     |
| 2014     | RK M-Sport World Rally Team | Ford Fiesta RS WRC | MON Ret | SWE 24 | MEX Ret | POR Ret | ARG 6 | ITA 8  | POL 20 | FIN 34  | GER Ret | AUS 9 | FRA Ret | ESP 17 | GBR 11  | 16.º | 14     |
| 2015     | Robert Kubica               | Ford Fiesta RS WRC | MON Ret | SWE 20 | MEX 18  | ARG     | POR 9 | ITA 30 | POL 8  | FIN Ret | GER 35  | AUS   | FRA 21  | ESP 11 | GBR 8   | 12.º | 11     |
| 2016     | BRC Racing Team             | Ford Fiesta RS WRC | MON Ret | SWE WD | MEX     | ARG     | POR   | ITA    | POL    | FIN     | GER     | FRA   | ESP     | GBR    | AUS     | NC   | 0      |
| Fuentes: |                             |                    |         |        |         |         |       |        |        |         |         |       |         |        |         |      |        |

### WRC 2
| Año     | Equipo        | Automóvil       | 1   | 2   | 3   | 4     | 5   | 6     | 7     | 8     | 9     | 10  | 11    | 12    | 13  | Pos. | Puntos |
| ------- | ------------- | --------------- | --- | --- | --- | ----- | --- | ----- | ----- | ----- | ----- | --- | ----- | ----- | --- | ---- | ------ |
| 2013    | Robert Kubica | Citroën DS3 RRC | MON | SWE | MEX | POR 6 | ARG | GRE 1 | ITA 1 | FIN 2 | GER 1 | AUS | FRA 1 | ESP 1 | GBR | 1.º  | 143    |
| Fuente: |               |                 |     |     |     |       |     |       |       |       |       |     |       |       |     |      |        |

### Campeonato de Europa de Rally
| Año     | Equipo         | Automóvil       | 1     | 2   | 3       | 4     | 5       | 6   | 7   | 8   | 9       | 10  | 11  | 12  | Pos. | Puntos | Notas  |
| ------- | -------------- | --------------- | ----- | --- | ------- | ----- | ------- | --- | --- | --- | ------- | --- | --- | --- | ---- | ------ | ------ |
| 2013    | PH Sport       | Citroën DS3 RRC | JÄN   | LIE | CAN Ret | AZO 6 | COR Ret | YPR | ROM | CZE | POL Ret | CRO | SAN | VAL | 29.º | 17     | [ 71 ] |
| 2014    | RK M-Sport WRT | Ford Fiesta RRC | JÄN 1 | LIE | ROM     | ACR   | IRE     | AZO | YPR | EST | CZE     | CYP | VAL | COR | 13.º | 39     | [ 72 ] |
| Fuente: |                |                 |       |     |         |       |         |     |     |     |         |     |     |     |      |        |        |

### Otros rallies
- Resultados en pruebas de rally de Italia y Francia.

| Año     | Equipo                            | Automóvil                   | 1       | 2       | 3      | 4       | 5       | 6     | 7     | 8       |
| ------- | --------------------------------- | --------------------------- | ------- | ------- | ------ | ------- | ------- | ----- | ----- | ------- |
| 2009    | DP Autosport                      | Renault Clio R3             | TAM Ret | CDM Ret | RDV 29 | CIO Ret |         |       |       |         |
| 2010    | Casarano Rally Team Twister Corse | Renault Clio R3             | MON Ret |         |        |         |         |       |       |         |
| 2010    | Casarano Rally Team Twister Corse | Renault Clio S1600          |         | MIL 37  | TAR 8  | SAL 12  | FAO 12  | ACA 3 | VAR 4 |         |
| 2010    | Casarano Rally Team Twister Corse | Renault Clio Williams       |         |         |        |         |         |       |       | RCT Ret |
| 2011    | DP Autosport                      | Škoda Fabia S2000           | RDA Ret |         |        |         |         |       |       |         |
| 2012    | First Motorsport France           | Subaru Impreza S12 WRC '06  | RDL 1   |         |        |         |         |       |       |         |
| 2012    | First Motorsport France           | Subaru Impreza S12B WRC '07 |         | SMC Ret | CDB 1  |         |         |       |       |         |
| 2012    |                                   | Citroën C4 WRC              |         |         |        | COM 1   | VAR Ret |       |       |         |
| Fuente: |                                   |                             |         |         |        |         |         |       |       |         |

### Deutsche Tourenwagen Masters
(Clave) (negrita indica pole position) (cursiva indica vuelta rápida)

| Año     | Escudería      | Automóvil        | 1        | 2        | 3        | 4        | 5        | 6        | 7        | 8        | 9        | 10       | 11       | 12        | 13       | 14       | 15        | 16      | 17      | 18       | Pos. | Puntos |
| ------- | -------------- | ---------------- | -------- | -------- | -------- | -------- | -------- | -------- | -------- | -------- | -------- | -------- | -------- | --------- | -------- | -------- | --------- | ------- | ------- | -------- | ---- | ------ |
| 2020    | Orlen Team ART | BMW M4 Turbo DTM | SPA 1 14 | SPA 2 14 | LAU 1 13 | LAU 2 13 | LAU 1 16 | LAU 2 16 | ASS 1 10 | ASS 2 14 | NÜR 1 16 | NÜR 2 12 | NÜR 1 13 | NÜR 2 Ret | ZOL 1 14 | ZOL 2 12 | ZOL 1 Ret | ZOL 2 3 | HOC 1 8 | HOC 2 15 | 15.º | 20     |
| Fuente: |                |                  |          |          |          |          |          |          |          |          |          |          |          |           |          |          |           |         |         |          |      |        |

### European Le Mans Series
(Clave) (negrita indica pole position) (cursiva indica vuelta rápida)

| Año  | Escudería | Clase | Automóvil       | 1   | 2   | 3   | 4   | 5   | 6   | Pos. | Puntos |
| ---- | --------- | ----- | --------------- | --- | --- | --- | --- | --- | --- | ---- | ------ |
| 2021 | Team WRT  | LMP2  | Oreca 07-Gibson | BAR | SPI | LEC | MNZ | SPA | ALG | 1.º  | 118    |
| 2021 | Team WRT  | LMP2  | Oreca 07-Gibson | 1   | 1   | 5   | 4   | 1   | 2   | 1.º  | 118    |

### 24 Horas de Le Mans
| Año     | Equipo           | Copilotos                      | Automóvil       | Clase    | Vueltas | Pos. | Pos. Clase |
| ------- | ---------------- | ------------------------------ | --------------- | -------- | ------- | ---- | ---------- |
| 2021    | Team WRT         | Louis Delétraz Ye Yifei        | Oreca 07-Gibson | LMP2     | 362     | NC   | NC         |
| 2022    | Prema Orlen Team | Lorenzo Colombo Louis Delétraz | Oreca 07-Gibson | LMP2     | 369     | 6.º  | 2.º        |
| 2023    | Team WRT         | Rui Andrade Louis Delétraz     | Oreca 07-Gibson | LMP2     | 328     | 10.º | 2.º        |
| 2024    | AF Corse         | Robert Shwartzman Ye Yifei     | Ferrari 499P    | Hypercar | 248     | DNF  | DNF        |
| 2025    | AF Corse         | Phil Hanson Ye Yifei           | Ferrari 499P    | Hypercar | 387     | 1.º  | 1.º        |
| Fuente: |                  |                                |                 |          |         |      |            |